# عيد المساخر

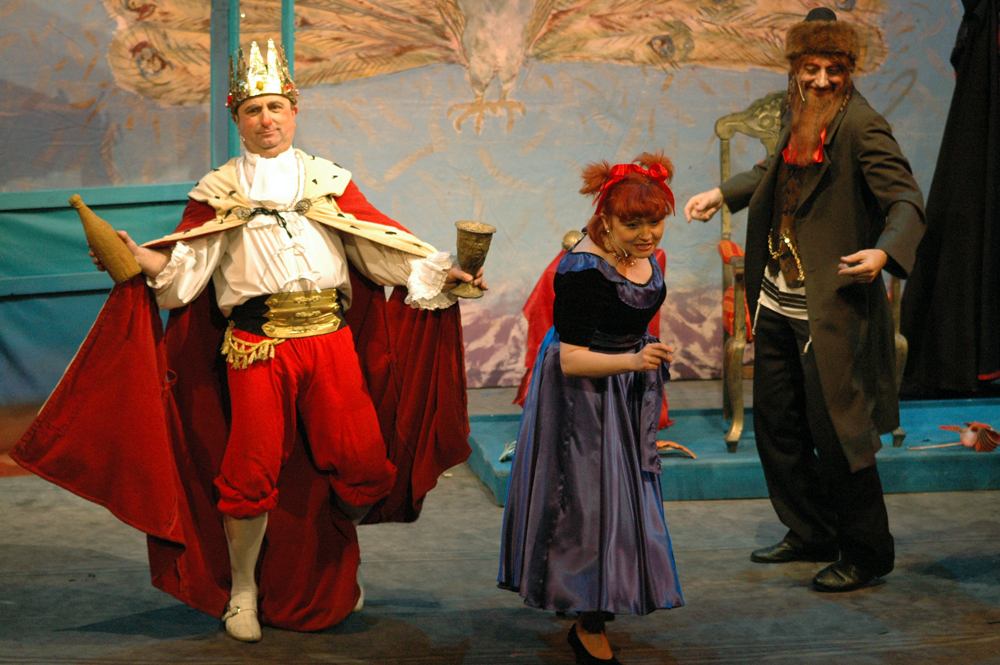
مسرحية تجسد حكاية أستير.

عيد المساخر ويسمى أحيانًا في غير المصادر العربية بوريم أو فوريم أو الفُهر أو الفُور (بالعبرية: פורים  پوريم) تعني (القرعة) وهو ذكرى لخلاص اليهود في بلاد فارس من مجزرة هامان وزير الإمبراطور الأخميني أحشويرش، حين ألقى قرعة ليرى اليوم المناسب لتنفيذ قتل اليهود. لكن (أستير) اليهودية - زوجة الملك - استطاعت بتوجيه من مردخاي أن تنقذ اليهود وتفتك بهامان وأتباعه.

## الشعائر في عيد البوريم
يصوم اليهود يوم الثالث عشر من آذار من التقويم اليهودي، كما يقومون بقراءة سفر استير حيث تضطلع النسوة أحيانا بهذا الدور. كما يتسم العيد بالاستهزاء بهامان حيث يقوم الحاضرون بإصدار أصوات عالية من أداة خشبية أثناء قراءة اسم هامان، خلافا لما هو معتقد لا يقوم اليهود بحرق دمية هامان أو بالمبالغة في شرب الكحول احتفاء بالخلاص. يؤكّد الحاخامات على تجنّب كل ما من شأنه أن يقلّل الفرحة بالمناسبة الرمزية بخلاص الشعب اليهودي.